# Лейгардальсведлюр
«Лейгардальсведлюр» (ісл. Laugardalsvöllur) — багатофункціональний стадіон у місті Рейк'явік, Ісландія, головна спортивна арена країни.
Стадіон побудований протягом 1949—1959 років та відкритий 17 червня 1959 року. У 1970, 1997 та 2007 роках реконструйований. У майбутньому планується капітальна реконструкція арени з перебудовою всіх конструкцій. 